# Christine Schürrer
Christine Schürrer (* 30. Juni 1976 in Hannover) ist eine deutsche Staatsbürgerin, die am 17. März 2008 zwei schwedische Kinder in deren Zuhause in Arboga (Schweden) ermordete und deren Mutter Emma Jangestig mit 15 Hammerschlägen auf den Kopf schwer verletzte. Als Tatmotiv wird Eifersucht angenommen. Schürrer wurde 2008 wegen zweifachen Mordes und versuchten Mordes zu lebenslanger Haft verurteilt. Sie legte Ende 2008 beim Svea hovrätt Berufung für ein neues Verfahren ein. Die Berufung wurde im Februar 2009 abgelehnt. Schürrer wurde im März 2012 in ein Frauengefängnis im deutschen Vechta verlegt, um dort den Rest ihrer Strafe zu verbüßen. Schürrer ist die siebte Frau in der schwedischen Geschichte, die zu einer lebenslangen Haftstrafe verurteilt wurde. Sie bestreitet die Tat nach wie vor und bemüht sich weiterhin um eine gerichtliche Neuaufnahme des Falls, der eine erhebliche Aufmerksamkeit in den Medien erhielt.